# Système général royal de transcription du thaï
Le Système général royal de transcription du thaï (désigné sous forme d'abréviation par le sigle RTGS, de l'anglais : Royal Thai General System of Transcription ; en thaï : การถอดอักษรไทยเป็นอักษรโรมันแบบถ่ายเสียงของราชบัณฑิตยสถาน) est le seul système officiel en vigueur en Thaïlande pour la transcription de la langue thaï en caractères latins, notamment dans l'espace public (signalisation routière). Il a été élaboré par l'Institut royal de Thaïlande (en).
Le RTGS est la seule manière officielle de romaniser les anthroponymes et les toponymes. Il est peu respecté même des organismes officiels thaïlandais dont le personnel utilise souvent des transcriptions anglaises ou approximatives[réf. nécessaire].